# Тръбеста актиния
Тръбестите актинии (Cerianthus lloydii) са вид корали от семейство Cerianthidae.
Таксонът е описан за пръв път от Филип Хенри Гос през 1859 година.

## Подвидове
- Cerianthus lloydii borealis